# Agar MacConkeya

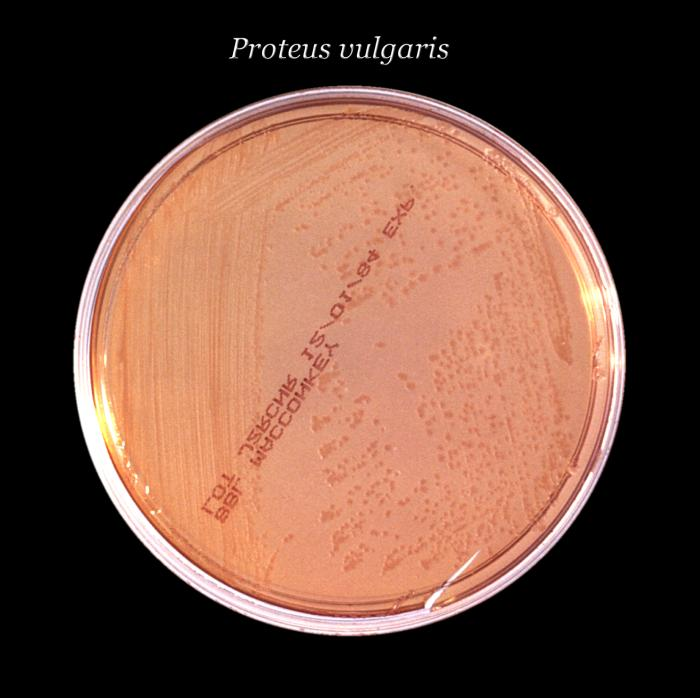
Płytka z agarem MacConkeya z aktywnymi kulturami bakteryjnymi – Proteus vulgaris.

Agar MacConkeya – wykorzystywane w mikrobiologii podłoże selektywne służące do hodowli bakterii Gram-ujemnych. Zawarty fiolet krystaliczny hamuje wzrost bakterii Gram-dodatnich, a czerwień obojętna barwi drobnoustroje fermentujące laktozę. Podłoże zostało wynalezione przez Alfreda Theodore'a MacConkeya podczas jego pracy jako bakteriologa w Royal Commission on Sewage Disposal.
Agar MacConkeya różnicuje bakterie Gram-ujemne na fermentujące (Lac+) i niefermentujące laktozy (Lac-). Te drobnoustroje, które posiadają zdolność fermentacji laktozy zawartej w agarze (np. Escherichia coli, Klebsiella) zakwaszają podłoże do pH < 6,8. Prowadzi to do powstania czerwonych/różowych kolonii. Bakterie Lac- takie jak Salmonella czy Shigella zużywają peptony - rosną w postaci białych/przezroczystych kolonii, ponieważ czerwień neutralna w pH obojętnym jest bezbarwna.

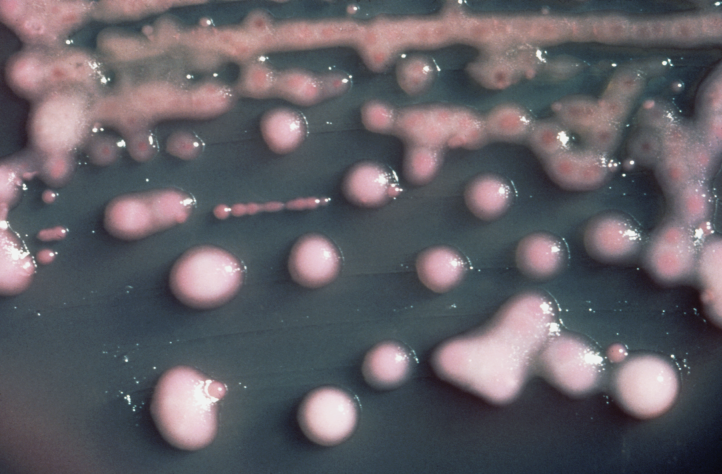
Klebsiella pneumoniae wyhodowane na agarze MacConkeya.

Poprzez selekcjonowanie bakterii Gram-ujemnych i różnicowanie pomiędzy patogenami jelitowymi, takimi jak Escherichia coli i Salmonella, agar MacConkeya jest wykorzystywany do diagnostyki przyczyn biegunki. 
Wariant podłoża, agar MacConkeya z sorbitolem, umożliwia izolację i różnicowanie niektórych szczepów enterokrwotocznych E. coli (EHEC).

## Skład[1]
Trzustkowy hydrolizat żelatyny   17,0 g
Pepton mięsno-kazeinowy            3,0 g
Laktoza jednowodna                   10,0 g
Chlorek sodu                                5,0 g
Sole żółci                                    1,5 g
Czerwień obojętna                      30,0 mg
Fiolet krystaliczny                        1,0 mg
Agar                                           13.5 g
Woda oczyszczona                   1000 mL